# Zgjeç
Zgjeç – wieś położona w północnej części Albanii w gminie Golaj. Wieś znajduje się 115 kilometrów od stolicy państwa, Tirany.

## Demografia
Według spisu ludności z 1989 roku we wsi 250 mieszkało 1498 mieszkańców.